# Kisbodak
Kisbodak è un comune di 385 abitanti situato nella contea di Győr-Moson-Sopron, nell'Ungheria nordoccidentale.